# Nagroda im. Pierwszego Rektora Uniwersytetu Łódzkiego Profesora Tadeusza Kotarbińskiego za wybitną pracę naukową z zakresu nauk humanistycznych
Nagroda im. Pierwszego Rektora Uniwersytetu Łódzkiego Profesora Tadeusza Kotarbińskiego za wybitną pracę naukową z zakresu nauk humanistycznych – jest to wyróżnienie rangi ogólnopolskiej, konkurs mający na celu promocję badań i publikacji humanistycznych, oraz samej humanistyki. Jej laureat otrzymuje 50 000 zł na dalszy rozwój naukowy (laureat dziesiątej edycji otrzymał 70 000 zł). Nagroda została ustanowiona w 2015 r. z okazji 70-lecia Uniwersytetu Łódzkiego. Każdego roku na konkurs nadsyłane są prace naukowe, z zakresu szeroko rozumianej humanistyki, z polskich instytucji naukowo-badawczych. Spośród nadesłanych utworów kapituła nagrody wyłania maksymalnie 5 do ścisłego finału. Laureat nagrody wyłaniany jest na drodze wnikliwej rozmowy z finalistami konkursu i ogłaszany w Łodzi podczas uroczystości wręczenia nagrody.

## Kapituła
Kapitułę nagrody tworzą wybitni naukowcy, głównie humaniści, reprezentujący polskie instytucje naukowe:
- prof. Krzysztof Jasiecki, prof. Ryszard Kleszcz, prof. Anna Legeżyńska, prof. Włodzimierz Nykiel, prof. Tadeusz Sławek, prof. Rafał Stobiecki, ks. prof. Andrzej Szostek MIC, prof. Elżbieta Żądzińska

Ponadto w Kapitule Nagrody zasiadali:
- prof. Anna Lewicka-Strzałecka, prof. Antoni Różalski, prof. Grzegorz Gazda

## Patron[4]
Patronem nagrody jest prof. Tadeusz Kotarbiński – pierwszy rektor Uniwersytetu Łódzkiego w latach 1945–1949; filozof, logik i etyk oraz wykładowca akademicki.

## Laureaci nagrody
Laureatami nagrody im. Pierwszego Rektora Uniwersytetu Łódzkiego Profesora Tadeusza Kotarbińskiego za wybitną pracę naukową z zakresu nauk humanistycznych są:
- X edycja: Andrzej Turowski, Radykalne oko. O Witkacym, Kobro, Strzemińskim, Themersonach, Żarnowerównie i innych twórcach sztuki wzbudzającej niepokój, Muzeum Sztuki Nowoczesnej w Warszawie w koedycji z Wydawnictwem słowo/obraz terytoria (wręczenie nagrody odbyło się 1 grudnia 2024 roku)[5].
- IX edycja: Jakub Gałęziowski (Uniwersytet Warszawski) za książkę Niedopowiedziane biografie. Polskie dzieci urodzone z powodu wojny, wydaną przez Wydawnictwo Krytyki Politycznej (wręczenie nagrody odbyło się 26 listopada 2023 roku)[6].
- VIII edycja: Maciej Świerkocki za książkę Łódź Ulissesa, wydaną przez Wydawnictwo Officyna (wręczenie nagrody odbyło się 29 stycznia 2023 roku, z uwagi na pandemię)[7].
- VII edycja: Zbigniew Szmyt (Uniwersytet im. Adama Mickiewicza w Poznaniu) za książkę Zbyt głośna historyczność. Użytkowanie przeszłości w Azji Wewnętrznej, wydaną przez Wydawnictwo Naukowe Uniwersytetu im. Adama Mickiewicza w Poznaniu (wręczenie nagrody odbyło się w marcu 2022 roku, z uwagi na pandemię)[8].
- VI edycja: Jerzy Zajadło (Uniwersytet Gdański) za książkę Minima luridica. Refleksje o pewnych (nie)oczywistościach prawniczych, wydaną przez Wydawnictwo Uniwersytetu Gdańskiego i Wydawnictwo Arche (wręczenie nagrody odbyło się w lutym 2021 roku, z uwagi na pandemię)[9].
- V edycja: Grzegorz Ziółkowski (Uniwersytet im. Adama Mickiewicza w Poznaniu) za książkę Okrutny teatr samospaleń. Protesty samobójcze w ogniu i ich echa w kulturze współczesnej, wydaną przez Wydawnictwo Naukowe Uniwersytetu im. Adama Mickiewicza w Poznaniu (wręczenie nagrody odbyło się w 2019 roku)[10].
- IV edycja: Andrzej Friszke (Polska Akademia Nauk) za książkę Sprawa Jedenastu. Uwięzienie przywódców NSZZ „Solidarność” i KSS „KOR” 1981-1984, wydaną przez Wydawnictwo Znak Horyzont, we współpracy z Instytutem Studiów Politycznych PAN i Europejskim Centrum Solidarności (wręczenie nagrody odbyło się w 2018 roku)[11].
- III edycja: Dorota Sajewska (Uniwersytet Warszawski) za książkę Nekroperformans. Kulturowa rekonstrukcja Teatru Wielkiej Wojny, wydaną przez Instytut Teatralny im. Zbigniewa Raszewskiego (wręczenie nagrody odbyło się w 2017 roku)[12].
- II edycja: Ewa Kołodziejczyk (Polska Akademia Nauk) za książkę Amerykańskie powojnie Czesława Miłosza, wydaną przez Wydawnictwo Instytutu Badań Literackich PAN Fundacja Akademia Humanistyczna (wręczenie nagrody odbyło się w 2016 roku)[13].
- I edycja: Jan Strelau (Uniwersytet Humanistycznospołeczny – SWPS) za książkę Różnice indywidualne. Historia-Determinanty-Zastosowania, wydaną przez Wydawnictwo Naukowe Scholar (wręczenie nagrody odbyło się w 2015 roku)[14].

## Finaliści
- X edycja (2024)[15]
  - Magdalena Chułek, Jak wytwarzany jest slums? Studium przypadku mieszkańców Kibery i Korogocho w Nairobi, Wydawnictwo Naukowe Uniwersytetu Mikołaja Kopernika
  - Emilia Kledzik, Perspektywa poety. Cyganologia Jerzego Ficowskiego, Wydawnictwo „Poznańskie studia Polonistyczne”
  - Piotr Madajczyk, Krajobrazy biograficzne Rafała Lemkina, Instytut Pileckiego
  - Krzysztof Stachewicz, Myśleć los człowieka. Studium filozoficzne, TAiWPN Universitas
  - Andrzej Turowski, Radykalne oko. O Witkacym, Kobro, Strzemińskim, Themersonach, Żarnowerównie i innych twórcach sztuki wzbudzającej niepokój, Muzeum Sztuki Nowoczesnej w Warszawie w koedycji z Wydawnictwem słowo/obraz terytoria
- IX edycja (2023)[16]
  - Anna Róża Burzyńska, Atlas anatomiczny Georga Büchnera, Wydawnictwo Uniwersytetu Jagiellońskiego
  - Jakub Gałęziowski, Niedopowiedziane biografie. Polskie dzieci urodzone z powodu wojny, Wydawnictwo Krytyki Politycznej
  - Piotr Kendziorek, Filozofia wobec Zagłady. Koncepcje teorii krytycznej, Martina Heideggera i poststrukturalizmu, Żydowski Instytut Historyczny
  - Roman Kuźniar, Zmierzch liberalnego porządku międzynarodowego 2011-2021, Wydawnictwo Naukowe Scholar
  - Mateusz Wyżga, Chłopstwo. Historia bez krawata, Społeczny Instytut Wydawniczy Znak
- VIII edycja (2022)[17]
  - Maria Ferenc, Każdy pyta, co z nami będzie. Mieszkańcy getta warszawskiego wobec wiadomości o wojnie i Zagładzie, Żydowski Instytut Historyczny
  - Agnieszka Gajewska, Stanisław Lem. Wypędzony z wysokiego zamku. Biografia, Wydawnictwo Literackie
  - Magdalena Koźluk, Pierre Jacquelot, L'Art de vivre longuement sous le nom de Medee, éd., Classiques Garnier
  - Maciej Świerkocki, Łódź Ulissesa, Wydawnictwo Officyna
  - Cezary Wąs, Cień Boga w ogrodzie filozofa. Parc de La Villette w Paryżu w kontekście filozofii chôry, Wydawnictwo Uniwersytetu Wrocławskiego
- VII edycja (2021)[8]
  - Stefan Konstańczak, Etyka niezależna w Polsce, Oficyna Wydawnicza Uniwersytetu Zielonogórskiego
  - Dorota Korwin-Piotrowska, Eutoryka. Rzecz o dobrej (roz)mowie, Wydawnictwo Uniwersytetu Jagiellońskiego
  - Krzysztof Stachewicz, Doświadczyć prawdziwej rzeczywistości. Prolegomena do filozofii mistyki, T. 1. Filozofia doświadczenia mistycznego, T. 2. Człowiek wobec doświadczenia mistycznego, Wydawnictwo Wydziału Teologicznego UAM
  - Zbigniew Szmyt, Zbyt głośna historyczność. Użytkowanie przeszłości w Azji Wewnętrznej, Wydawnictwo Naukowe UAM
  - red. Danuta Ulicka, Wiek teorii. 100 lat literaturoznawstwa polskiego Monografia, Wiek teorii Antologia 1 i Antologia 2, Wydawnictwo Instytut Badań Literackich PAN
- VI edycja (2020)[9]
  - Mariusz Mazur, Antykomunistycznego podziemia portret zbiorowy 1945-1956. Aspekty mentalno-psychologiczne, Wydawnictwo Bellona
  - Piotr Rachwał, Ruch naturalny ludności rzymskokatolickiej w Lubelskiem w świetle rejestracji metrykalnej z lat 1582 – 1900, Wydawnictwo Katolickiego Uniwersytetu Lubelskiego
  - Dariusz Śnieżko, Kompleksja literatury. Studia staropolskie, Wydawnictwo Universitas
  - Karolina Wigura, Wynalazek nowoczesnego serca. Filozoficzne źródła współczesnego myślenia o emocjach, Wydawnictwo Naukowe Scholar
  - Jerzy Zajadło, Minima luridica. Refleksje o pewnych (nie)oczywistościach prawniczych, Wydawnictwo Uniwersytetu Gdańskiego, Wydawnictwo Arche
- V edycja (2019)[10]
  - Andrzej Franaszek, Herbert. Biografia (Tom I Niepokój; Tom II Pan Cogito), Społeczny Instytut Wydawniczy Znak
  - Magdalena Matysek-Imielińskia, Miasto w działaniu. Warszawska Spółdzielnia Mieszkaniowa – dobro wspólne w epoce nowoczesnej, Fundacja Nowej Kultury Bęc Zmiana
  - Joanna Lisek, Kol isze – głos kobiet w poezji jidysz (od XVI w. do 1939 r.), Wydawnictwo Pogranicze
  - Zuzanna Zbróg i Piotra Zbróg, Konstruowanie reprezentacji społecznej zapożyczeń do końca wieku XVIII, Wydawnictwo Universitas
  - Grzegorz Ziółkowski, Okrutny teatr samospaleń. Protesty samobójcze w ogniu i ich echa w kulturze współczesnej, Wydawnictwo Naukowe UAM
- IV edycja (2018)[11]
  - Monika Bobako, Islamofobia jako technologia władzy. Studium z antropologii politycznej, Wydawnictwo Universitas
  - Adam Dyrda, Spory teoretyczne w prawoznawstwie. Perspektywa holistycznego pragmatyzmu, Wydawnictwo Naukowe Scholar
  - Andrzej Friszke, Sprawa Jedenastu. Uwięzienie przywódców NSZZ „Solidarność” i KSS „KOR” 1981-1984, Społeczny Instytut Wydawniczy Znak we współpracy z Instytutem Studiów Politycznych PAN i Europejskim Centrum Solidarności
  - Piotr Madajczyk, Marzenie o narodzie doskonałym. Między biopolityką a etnopolityką, Instytut Studiów Politycznych PAN, Wydawnictwo Neriton
  - Natasza Szutta, Czy istnieje coś, co zwiemy moralnym charakterem i cnotą?, Wydawnictwo Academicon
- III edycja (2017)[12]
  - Andrzej Bogusławski i Ewa Drzazgowska, Język w refleksji teoretycznej. Przekroje historyczne. Tom I i II, Katedra Lingwistyki Formalnej UW
  - Adam Kirpsza, Jak negocjować w Brukseli? Proces podejmowania decyzji w Unii Europejskiej, Wydawnictwo Naukowe Scholar
  - Michał Mencfel, Atanazy Raczyński (1788-1874). Biografia, Wydawnictwo Naukowe UAM
  - Joanna Nalewajko-Kulikov, Mówić we własnym imieniu. Prasa jidyszowa a tworzenie żydowskiej tożsamości narodowej (do 1918 roku), Wydawnictwo Neriton
  - Dorota Sajewska, Nekroperformans. Kulturowa rekonstrukcja Teatru Wielkiej Wojny, Instytut Teatralny im. Zbigniewa Raszewskiego
- II edycja (2016)[13]
  - Małgorzata Domagalska, Zatrute ziarno. Proza antysemicka na łamach „Roli” (1883-1912), Wydawnictwo Neriton
  - Kaja Gadowska, Dysfunkcje administracji. Służba cywilna w perspektywie neoinstytucjonalnej, Wydawnictwo Uniwersytetu Jagiellońskiego
  - Wojciech Klimczyk, Wirus mobilizacji. Taniec a kształtowanie się nowoczesności (1455-1795), Wydawnictwo Universitas
  - Ewa Kołodziejczyk, Amerykańskie powojnie Czesława Miłosza, Wydawnictwo Instytutu Badań Literackich PAN Fundacja Akademia Humanistyczna
  - Katarzyna Mikulska, Tejiendo destinos. Un acercamiento al sistema de comunicación gráfica en los códices adivinatorios, El Colegio Mexiquense, El Colegio Mexiquense, A. C.
- I edycja (2015)[14]
  - Tomasz Kawski, Żydowskie gminy wyznaniowe w II Rzeczypospolitej. Studium historyczno-administracyjne, Wydawnictwo UKW
  - Andrzej Mencwel, Stanisław Brzozowski. Postawa krytyczna. Wiek XX, Wydawnictwo Krytyki Politycznej
  - Jacek Paśniczek, Predykacja. Elementy ontologii formalnej, przedmiotów, własności i sytuacji, Copernicus Center Press
  - Jan Strelau, Różnice indywidualne. Historia-Determinanty-Zastosowania, Wydawnictwo Naukowe Scholar
  - Piotr Wierzchoń, Depozytorium leksykalne języka polskiego. Fotosuplement do Słownika warszawskiego, Wydawnictwo Naukowe UAM